# Parany de Bobby Fischer
|   | a | b | c | d | e | f | g | h |   |
| 8 | a8 negres torre · c8 negres alfil · d8 negres dama · f8 negres torre · g8 negres rei · a7 negres peó · b7 negres peó · d7 negres peó · e7 negres peó · f7 negres peó · g7 negres alfil · h7 negres peó · f6 negres cavall · g6 negres peó · a5 negres cavall · d4 blanques cavall · e4 blanques peó · b3 blanques alfil · c3 blanques cavall · e3 blanques alfil · a2 blanques peó · b2 blanques peó · c2 blanques peó · f2 blanques peó · g2 blanques peó · h2 blanques peó · a1 blanques torre · d1 blanques dama · e1 blanques rei · h1 blanques torre | a8 negres torre · c8 negres alfil · d8 negres dama · f8 negres torre · g8 negres rei · a7 negres peó · b7 negres peó · d7 negres peó · e7 negres peó · f7 negres peó · g7 negres alfil · h7 negres peó · f6 negres cavall · g6 negres peó · a5 negres cavall · d4 blanques cavall · e4 blanques peó · b3 blanques alfil · c3 blanques cavall · e3 blanques alfil · a2 blanques peó · b2 blanques peó · c2 blanques peó · f2 blanques peó · g2 blanques peó · h2 blanques peó · a1 blanques torre · d1 blanques dama · e1 blanques rei · h1 blanques torre | a8 negres torre · c8 negres alfil · d8 negres dama · f8 negres torre · g8 negres rei · a7 negres peó · b7 negres peó · d7 negres peó · e7 negres peó · f7 negres peó · g7 negres alfil · h7 negres peó · f6 negres cavall · g6 negres peó · a5 negres cavall · d4 blanques cavall · e4 blanques peó · b3 blanques alfil · c3 blanques cavall · e3 blanques alfil · a2 blanques peó · b2 blanques peó · c2 blanques peó · f2 blanques peó · g2 blanques peó · h2 blanques peó · a1 blanques torre · d1 blanques dama · e1 blanques rei · h1 blanques torre | a8 negres torre · c8 negres alfil · d8 negres dama · f8 negres torre · g8 negres rei · a7 negres peó · b7 negres peó · d7 negres peó · e7 negres peó · f7 negres peó · g7 negres alfil · h7 negres peó · f6 negres cavall · g6 negres peó · a5 negres cavall · d4 blanques cavall · e4 blanques peó · b3 blanques alfil · c3 blanques cavall · e3 blanques alfil · a2 blanques peó · b2 blanques peó · c2 blanques peó · f2 blanques peó · g2 blanques peó · h2 blanques peó · a1 blanques torre · d1 blanques dama · e1 blanques rei · h1 blanques torre | a8 negres torre · c8 negres alfil · d8 negres dama · f8 negres torre · g8 negres rei · a7 negres peó · b7 negres peó · d7 negres peó · e7 negres peó · f7 negres peó · g7 negres alfil · h7 negres peó · f6 negres cavall · g6 negres peó · a5 negres cavall · d4 blanques cavall · e4 blanques peó · b3 blanques alfil · c3 blanques cavall · e3 blanques alfil · a2 blanques peó · b2 blanques peó · c2 blanques peó · f2 blanques peó · g2 blanques peó · h2 blanques peó · a1 blanques torre · d1 blanques dama · e1 blanques rei · h1 blanques torre | a8 negres torre · c8 negres alfil · d8 negres dama · f8 negres torre · g8 negres rei · a7 negres peó · b7 negres peó · d7 negres peó · e7 negres peó · f7 negres peó · g7 negres alfil · h7 negres peó · f6 negres cavall · g6 negres peó · a5 negres cavall · d4 blanques cavall · e4 blanques peó · b3 blanques alfil · c3 blanques cavall · e3 blanques alfil · a2 blanques peó · b2 blanques peó · c2 blanques peó · f2 blanques peó · g2 blanques peó · h2 blanques peó · a1 blanques torre · d1 blanques dama · e1 blanques rei · h1 blanques torre | a8 negres torre · c8 negres alfil · d8 negres dama · f8 negres torre · g8 negres rei · a7 negres peó · b7 negres peó · d7 negres peó · e7 negres peó · f7 negres peó · g7 negres alfil · h7 negres peó · f6 negres cavall · g6 negres peó · a5 negres cavall · d4 blanques cavall · e4 blanques peó · b3 blanques alfil · c3 blanques cavall · e3 blanques alfil · a2 blanques peó · b2 blanques peó · c2 blanques peó · f2 blanques peó · g2 blanques peó · h2 blanques peó · a1 blanques torre · d1 blanques dama · e1 blanques rei · h1 blanques torre | a8 negres torre · c8 negres alfil · d8 negres dama · f8 negres torre · g8 negres rei · a7 negres peó · b7 negres peó · d7 negres peó · e7 negres peó · f7 negres peó · g7 negres alfil · h7 negres peó · f6 negres cavall · g6 negres peó · a5 negres cavall · d4 blanques cavall · e4 blanques peó · b3 blanques alfil · c3 blanques cavall · e3 blanques alfil · a2 blanques peó · b2 blanques peó · c2 blanques peó · f2 blanques peó · g2 blanques peó · h2 blanques peó · a1 blanques torre · d1 blanques dama · e1 blanques rei · h1 blanques torre | 8 |
| 7 | a8 negres torre · c8 negres alfil · d8 negres dama · f8 negres torre · g8 negres rei · a7 negres peó · b7 negres peó · d7 negres peó · e7 negres peó · f7 negres peó · g7 negres alfil · h7 negres peó · f6 negres cavall · g6 negres peó · a5 negres cavall · d4 blanques cavall · e4 blanques peó · b3 blanques alfil · c3 blanques cavall · e3 blanques alfil · a2 blanques peó · b2 blanques peó · c2 blanques peó · f2 blanques peó · g2 blanques peó · h2 blanques peó · a1 blanques torre · d1 blanques dama · e1 blanques rei · h1 blanques torre | a8 negres torre · c8 negres alfil · d8 negres dama · f8 negres torre · g8 negres rei · a7 negres peó · b7 negres peó · d7 negres peó · e7 negres peó · f7 negres peó · g7 negres alfil · h7 negres peó · f6 negres cavall · g6 negres peó · a5 negres cavall · d4 blanques cavall · e4 blanques peó · b3 blanques alfil · c3 blanques cavall · e3 blanques alfil · a2 blanques peó · b2 blanques peó · c2 blanques peó · f2 blanques peó · g2 blanques peó · h2 blanques peó · a1 blanques torre · d1 blanques dama · e1 blanques rei · h1 blanques torre | a8 negres torre · c8 negres alfil · d8 negres dama · f8 negres torre · g8 negres rei · a7 negres peó · b7 negres peó · d7 negres peó · e7 negres peó · f7 negres peó · g7 negres alfil · h7 negres peó · f6 negres cavall · g6 negres peó · a5 negres cavall · d4 blanques cavall · e4 blanques peó · b3 blanques alfil · c3 blanques cavall · e3 blanques alfil · a2 blanques peó · b2 blanques peó · c2 blanques peó · f2 blanques peó · g2 blanques peó · h2 blanques peó · a1 blanques torre · d1 blanques dama · e1 blanques rei · h1 blanques torre | a8 negres torre · c8 negres alfil · d8 negres dama · f8 negres torre · g8 negres rei · a7 negres peó · b7 negres peó · d7 negres peó · e7 negres peó · f7 negres peó · g7 negres alfil · h7 negres peó · f6 negres cavall · g6 negres peó · a5 negres cavall · d4 blanques cavall · e4 blanques peó · b3 blanques alfil · c3 blanques cavall · e3 blanques alfil · a2 blanques peó · b2 blanques peó · c2 blanques peó · f2 blanques peó · g2 blanques peó · h2 blanques peó · a1 blanques torre · d1 blanques dama · e1 blanques rei · h1 blanques torre | a8 negres torre · c8 negres alfil · d8 negres dama · f8 negres torre · g8 negres rei · a7 negres peó · b7 negres peó · d7 negres peó · e7 negres peó · f7 negres peó · g7 negres alfil · h7 negres peó · f6 negres cavall · g6 negres peó · a5 negres cavall · d4 blanques cavall · e4 blanques peó · b3 blanques alfil · c3 blanques cavall · e3 blanques alfil · a2 blanques peó · b2 blanques peó · c2 blanques peó · f2 blanques peó · g2 blanques peó · h2 blanques peó · a1 blanques torre · d1 blanques dama · e1 blanques rei · h1 blanques torre | a8 negres torre · c8 negres alfil · d8 negres dama · f8 negres torre · g8 negres rei · a7 negres peó · b7 negres peó · d7 negres peó · e7 negres peó · f7 negres peó · g7 negres alfil · h7 negres peó · f6 negres cavall · g6 negres peó · a5 negres cavall · d4 blanques cavall · e4 blanques peó · b3 blanques alfil · c3 blanques cavall · e3 blanques alfil · a2 blanques peó · b2 blanques peó · c2 blanques peó · f2 blanques peó · g2 blanques peó · h2 blanques peó · a1 blanques torre · d1 blanques dama · e1 blanques rei · h1 blanques torre | a8 negres torre · c8 negres alfil · d8 negres dama · f8 negres torre · g8 negres rei · a7 negres peó · b7 negres peó · d7 negres peó · e7 negres peó · f7 negres peó · g7 negres alfil · h7 negres peó · f6 negres cavall · g6 negres peó · a5 negres cavall · d4 blanques cavall · e4 blanques peó · b3 blanques alfil · c3 blanques cavall · e3 blanques alfil · a2 blanques peó · b2 blanques peó · c2 blanques peó · f2 blanques peó · g2 blanques peó · h2 blanques peó · a1 blanques torre · d1 blanques dama · e1 blanques rei · h1 blanques torre | a8 negres torre · c8 negres alfil · d8 negres dama · f8 negres torre · g8 negres rei · a7 negres peó · b7 negres peó · d7 negres peó · e7 negres peó · f7 negres peó · g7 negres alfil · h7 negres peó · f6 negres cavall · g6 negres peó · a5 negres cavall · d4 blanques cavall · e4 blanques peó · b3 blanques alfil · c3 blanques cavall · e3 blanques alfil · a2 blanques peó · b2 blanques peó · c2 blanques peó · f2 blanques peó · g2 blanques peó · h2 blanques peó · a1 blanques torre · d1 blanques dama · e1 blanques rei · h1 blanques torre | 7 |
| 6 | a8 negres torre · c8 negres alfil · d8 negres dama · f8 negres torre · g8 negres rei · a7 negres peó · b7 negres peó · d7 negres peó · e7 negres peó · f7 negres peó · g7 negres alfil · h7 negres peó · f6 negres cavall · g6 negres peó · a5 negres cavall · d4 blanques cavall · e4 blanques peó · b3 blanques alfil · c3 blanques cavall · e3 blanques alfil · a2 blanques peó · b2 blanques peó · c2 blanques peó · f2 blanques peó · g2 blanques peó · h2 blanques peó · a1 blanques torre · d1 blanques dama · e1 blanques rei · h1 blanques torre | a8 negres torre · c8 negres alfil · d8 negres dama · f8 negres torre · g8 negres rei · a7 negres peó · b7 negres peó · d7 negres peó · e7 negres peó · f7 negres peó · g7 negres alfil · h7 negres peó · f6 negres cavall · g6 negres peó · a5 negres cavall · d4 blanques cavall · e4 blanques peó · b3 blanques alfil · c3 blanques cavall · e3 blanques alfil · a2 blanques peó · b2 blanques peó · c2 blanques peó · f2 blanques peó · g2 blanques peó · h2 blanques peó · a1 blanques torre · d1 blanques dama · e1 blanques rei · h1 blanques torre | a8 negres torre · c8 negres alfil · d8 negres dama · f8 negres torre · g8 negres rei · a7 negres peó · b7 negres peó · d7 negres peó · e7 negres peó · f7 negres peó · g7 negres alfil · h7 negres peó · f6 negres cavall · g6 negres peó · a5 negres cavall · d4 blanques cavall · e4 blanques peó · b3 blanques alfil · c3 blanques cavall · e3 blanques alfil · a2 blanques peó · b2 blanques peó · c2 blanques peó · f2 blanques peó · g2 blanques peó · h2 blanques peó · a1 blanques torre · d1 blanques dama · e1 blanques rei · h1 blanques torre | a8 negres torre · c8 negres alfil · d8 negres dama · f8 negres torre · g8 negres rei · a7 negres peó · b7 negres peó · d7 negres peó · e7 negres peó · f7 negres peó · g7 negres alfil · h7 negres peó · f6 negres cavall · g6 negres peó · a5 negres cavall · d4 blanques cavall · e4 blanques peó · b3 blanques alfil · c3 blanques cavall · e3 blanques alfil · a2 blanques peó · b2 blanques peó · c2 blanques peó · f2 blanques peó · g2 blanques peó · h2 blanques peó · a1 blanques torre · d1 blanques dama · e1 blanques rei · h1 blanques torre | a8 negres torre · c8 negres alfil · d8 negres dama · f8 negres torre · g8 negres rei · a7 negres peó · b7 negres peó · d7 negres peó · e7 negres peó · f7 negres peó · g7 negres alfil · h7 negres peó · f6 negres cavall · g6 negres peó · a5 negres cavall · d4 blanques cavall · e4 blanques peó · b3 blanques alfil · c3 blanques cavall · e3 blanques alfil · a2 blanques peó · b2 blanques peó · c2 blanques peó · f2 blanques peó · g2 blanques peó · h2 blanques peó · a1 blanques torre · d1 blanques dama · e1 blanques rei · h1 blanques torre | a8 negres torre · c8 negres alfil · d8 negres dama · f8 negres torre · g8 negres rei · a7 negres peó · b7 negres peó · d7 negres peó · e7 negres peó · f7 negres peó · g7 negres alfil · h7 negres peó · f6 negres cavall · g6 negres peó · a5 negres cavall · d4 blanques cavall · e4 blanques peó · b3 blanques alfil · c3 blanques cavall · e3 blanques alfil · a2 blanques peó · b2 blanques peó · c2 blanques peó · f2 blanques peó · g2 blanques peó · h2 blanques peó · a1 blanques torre · d1 blanques dama · e1 blanques rei · h1 blanques torre | a8 negres torre · c8 negres alfil · d8 negres dama · f8 negres torre · g8 negres rei · a7 negres peó · b7 negres peó · d7 negres peó · e7 negres peó · f7 negres peó · g7 negres alfil · h7 negres peó · f6 negres cavall · g6 negres peó · a5 negres cavall · d4 blanques cavall · e4 blanques peó · b3 blanques alfil · c3 blanques cavall · e3 blanques alfil · a2 blanques peó · b2 blanques peó · c2 blanques peó · f2 blanques peó · g2 blanques peó · h2 blanques peó · a1 blanques torre · d1 blanques dama · e1 blanques rei · h1 blanques torre | a8 negres torre · c8 negres alfil · d8 negres dama · f8 negres torre · g8 negres rei · a7 negres peó · b7 negres peó · d7 negres peó · e7 negres peó · f7 negres peó · g7 negres alfil · h7 negres peó · f6 negres cavall · g6 negres peó · a5 negres cavall · d4 blanques cavall · e4 blanques peó · b3 blanques alfil · c3 blanques cavall · e3 blanques alfil · a2 blanques peó · b2 blanques peó · c2 blanques peó · f2 blanques peó · g2 blanques peó · h2 blanques peó · a1 blanques torre · d1 blanques dama · e1 blanques rei · h1 blanques torre | 6 |
| 5 | a8 negres torre · c8 negres alfil · d8 negres dama · f8 negres torre · g8 negres rei · a7 negres peó · b7 negres peó · d7 negres peó · e7 negres peó · f7 negres peó · g7 negres alfil · h7 negres peó · f6 negres cavall · g6 negres peó · a5 negres cavall · d4 blanques cavall · e4 blanques peó · b3 blanques alfil · c3 blanques cavall · e3 blanques alfil · a2 blanques peó · b2 blanques peó · c2 blanques peó · f2 blanques peó · g2 blanques peó · h2 blanques peó · a1 blanques torre · d1 blanques dama · e1 blanques rei · h1 blanques torre | a8 negres torre · c8 negres alfil · d8 negres dama · f8 negres torre · g8 negres rei · a7 negres peó · b7 negres peó · d7 negres peó · e7 negres peó · f7 negres peó · g7 negres alfil · h7 negres peó · f6 negres cavall · g6 negres peó · a5 negres cavall · d4 blanques cavall · e4 blanques peó · b3 blanques alfil · c3 blanques cavall · e3 blanques alfil · a2 blanques peó · b2 blanques peó · c2 blanques peó · f2 blanques peó · g2 blanques peó · h2 blanques peó · a1 blanques torre · d1 blanques dama · e1 blanques rei · h1 blanques torre | a8 negres torre · c8 negres alfil · d8 negres dama · f8 negres torre · g8 negres rei · a7 negres peó · b7 negres peó · d7 negres peó · e7 negres peó · f7 negres peó · g7 negres alfil · h7 negres peó · f6 negres cavall · g6 negres peó · a5 negres cavall · d4 blanques cavall · e4 blanques peó · b3 blanques alfil · c3 blanques cavall · e3 blanques alfil · a2 blanques peó · b2 blanques peó · c2 blanques peó · f2 blanques peó · g2 blanques peó · h2 blanques peó · a1 blanques torre · d1 blanques dama · e1 blanques rei · h1 blanques torre | a8 negres torre · c8 negres alfil · d8 negres dama · f8 negres torre · g8 negres rei · a7 negres peó · b7 negres peó · d7 negres peó · e7 negres peó · f7 negres peó · g7 negres alfil · h7 negres peó · f6 negres cavall · g6 negres peó · a5 negres cavall · d4 blanques cavall · e4 blanques peó · b3 blanques alfil · c3 blanques cavall · e3 blanques alfil · a2 blanques peó · b2 blanques peó · c2 blanques peó · f2 blanques peó · g2 blanques peó · h2 blanques peó · a1 blanques torre · d1 blanques dama · e1 blanques rei · h1 blanques torre | a8 negres torre · c8 negres alfil · d8 negres dama · f8 negres torre · g8 negres rei · a7 negres peó · b7 negres peó · d7 negres peó · e7 negres peó · f7 negres peó · g7 negres alfil · h7 negres peó · f6 negres cavall · g6 negres peó · a5 negres cavall · d4 blanques cavall · e4 blanques peó · b3 blanques alfil · c3 blanques cavall · e3 blanques alfil · a2 blanques peó · b2 blanques peó · c2 blanques peó · f2 blanques peó · g2 blanques peó · h2 blanques peó · a1 blanques torre · d1 blanques dama · e1 blanques rei · h1 blanques torre | a8 negres torre · c8 negres alfil · d8 negres dama · f8 negres torre · g8 negres rei · a7 negres peó · b7 negres peó · d7 negres peó · e7 negres peó · f7 negres peó · g7 negres alfil · h7 negres peó · f6 negres cavall · g6 negres peó · a5 negres cavall · d4 blanques cavall · e4 blanques peó · b3 blanques alfil · c3 blanques cavall · e3 blanques alfil · a2 blanques peó · b2 blanques peó · c2 blanques peó · f2 blanques peó · g2 blanques peó · h2 blanques peó · a1 blanques torre · d1 blanques dama · e1 blanques rei · h1 blanques torre | a8 negres torre · c8 negres alfil · d8 negres dama · f8 negres torre · g8 negres rei · a7 negres peó · b7 negres peó · d7 negres peó · e7 negres peó · f7 negres peó · g7 negres alfil · h7 negres peó · f6 negres cavall · g6 negres peó · a5 negres cavall · d4 blanques cavall · e4 blanques peó · b3 blanques alfil · c3 blanques cavall · e3 blanques alfil · a2 blanques peó · b2 blanques peó · c2 blanques peó · f2 blanques peó · g2 blanques peó · h2 blanques peó · a1 blanques torre · d1 blanques dama · e1 blanques rei · h1 blanques torre | a8 negres torre · c8 negres alfil · d8 negres dama · f8 negres torre · g8 negres rei · a7 negres peó · b7 negres peó · d7 negres peó · e7 negres peó · f7 negres peó · g7 negres alfil · h7 negres peó · f6 negres cavall · g6 negres peó · a5 negres cavall · d4 blanques cavall · e4 blanques peó · b3 blanques alfil · c3 blanques cavall · e3 blanques alfil · a2 blanques peó · b2 blanques peó · c2 blanques peó · f2 blanques peó · g2 blanques peó · h2 blanques peó · a1 blanques torre · d1 blanques dama · e1 blanques rei · h1 blanques torre | 5 |
| 4 | a8 negres torre · c8 negres alfil · d8 negres dama · f8 negres torre · g8 negres rei · a7 negres peó · b7 negres peó · d7 negres peó · e7 negres peó · f7 negres peó · g7 negres alfil · h7 negres peó · f6 negres cavall · g6 negres peó · a5 negres cavall · d4 blanques cavall · e4 blanques peó · b3 blanques alfil · c3 blanques cavall · e3 blanques alfil · a2 blanques peó · b2 blanques peó · c2 blanques peó · f2 blanques peó · g2 blanques peó · h2 blanques peó · a1 blanques torre · d1 blanques dama · e1 blanques rei · h1 blanques torre | a8 negres torre · c8 negres alfil · d8 negres dama · f8 negres torre · g8 negres rei · a7 negres peó · b7 negres peó · d7 negres peó · e7 negres peó · f7 negres peó · g7 negres alfil · h7 negres peó · f6 negres cavall · g6 negres peó · a5 negres cavall · d4 blanques cavall · e4 blanques peó · b3 blanques alfil · c3 blanques cavall · e3 blanques alfil · a2 blanques peó · b2 blanques peó · c2 blanques peó · f2 blanques peó · g2 blanques peó · h2 blanques peó · a1 blanques torre · d1 blanques dama · e1 blanques rei · h1 blanques torre | a8 negres torre · c8 negres alfil · d8 negres dama · f8 negres torre · g8 negres rei · a7 negres peó · b7 negres peó · d7 negres peó · e7 negres peó · f7 negres peó · g7 negres alfil · h7 negres peó · f6 negres cavall · g6 negres peó · a5 negres cavall · d4 blanques cavall · e4 blanques peó · b3 blanques alfil · c3 blanques cavall · e3 blanques alfil · a2 blanques peó · b2 blanques peó · c2 blanques peó · f2 blanques peó · g2 blanques peó · h2 blanques peó · a1 blanques torre · d1 blanques dama · e1 blanques rei · h1 blanques torre | a8 negres torre · c8 negres alfil · d8 negres dama · f8 negres torre · g8 negres rei · a7 negres peó · b7 negres peó · d7 negres peó · e7 negres peó · f7 negres peó · g7 negres alfil · h7 negres peó · f6 negres cavall · g6 negres peó · a5 negres cavall · d4 blanques cavall · e4 blanques peó · b3 blanques alfil · c3 blanques cavall · e3 blanques alfil · a2 blanques peó · b2 blanques peó · c2 blanques peó · f2 blanques peó · g2 blanques peó · h2 blanques peó · a1 blanques torre · d1 blanques dama · e1 blanques rei · h1 blanques torre | a8 negres torre · c8 negres alfil · d8 negres dama · f8 negres torre · g8 negres rei · a7 negres peó · b7 negres peó · d7 negres peó · e7 negres peó · f7 negres peó · g7 negres alfil · h7 negres peó · f6 negres cavall · g6 negres peó · a5 negres cavall · d4 blanques cavall · e4 blanques peó · b3 blanques alfil · c3 blanques cavall · e3 blanques alfil · a2 blanques peó · b2 blanques peó · c2 blanques peó · f2 blanques peó · g2 blanques peó · h2 blanques peó · a1 blanques torre · d1 blanques dama · e1 blanques rei · h1 blanques torre | a8 negres torre · c8 negres alfil · d8 negres dama · f8 negres torre · g8 negres rei · a7 negres peó · b7 negres peó · d7 negres peó · e7 negres peó · f7 negres peó · g7 negres alfil · h7 negres peó · f6 negres cavall · g6 negres peó · a5 negres cavall · d4 blanques cavall · e4 blanques peó · b3 blanques alfil · c3 blanques cavall · e3 blanques alfil · a2 blanques peó · b2 blanques peó · c2 blanques peó · f2 blanques peó · g2 blanques peó · h2 blanques peó · a1 blanques torre · d1 blanques dama · e1 blanques rei · h1 blanques torre | a8 negres torre · c8 negres alfil · d8 negres dama · f8 negres torre · g8 negres rei · a7 negres peó · b7 negres peó · d7 negres peó · e7 negres peó · f7 negres peó · g7 negres alfil · h7 negres peó · f6 negres cavall · g6 negres peó · a5 negres cavall · d4 blanques cavall · e4 blanques peó · b3 blanques alfil · c3 blanques cavall · e3 blanques alfil · a2 blanques peó · b2 blanques peó · c2 blanques peó · f2 blanques peó · g2 blanques peó · h2 blanques peó · a1 blanques torre · d1 blanques dama · e1 blanques rei · h1 blanques torre | a8 negres torre · c8 negres alfil · d8 negres dama · f8 negres torre · g8 negres rei · a7 negres peó · b7 negres peó · d7 negres peó · e7 negres peó · f7 negres peó · g7 negres alfil · h7 negres peó · f6 negres cavall · g6 negres peó · a5 negres cavall · d4 blanques cavall · e4 blanques peó · b3 blanques alfil · c3 blanques cavall · e3 blanques alfil · a2 blanques peó · b2 blanques peó · c2 blanques peó · f2 blanques peó · g2 blanques peó · h2 blanques peó · a1 blanques torre · d1 blanques dama · e1 blanques rei · h1 blanques torre | 4 |
| 3 | a8 negres torre · c8 negres alfil · d8 negres dama · f8 negres torre · g8 negres rei · a7 negres peó · b7 negres peó · d7 negres peó · e7 negres peó · f7 negres peó · g7 negres alfil · h7 negres peó · f6 negres cavall · g6 negres peó · a5 negres cavall · d4 blanques cavall · e4 blanques peó · b3 blanques alfil · c3 blanques cavall · e3 blanques alfil · a2 blanques peó · b2 blanques peó · c2 blanques peó · f2 blanques peó · g2 blanques peó · h2 blanques peó · a1 blanques torre · d1 blanques dama · e1 blanques rei · h1 blanques torre | a8 negres torre · c8 negres alfil · d8 negres dama · f8 negres torre · g8 negres rei · a7 negres peó · b7 negres peó · d7 negres peó · e7 negres peó · f7 negres peó · g7 negres alfil · h7 negres peó · f6 negres cavall · g6 negres peó · a5 negres cavall · d4 blanques cavall · e4 blanques peó · b3 blanques alfil · c3 blanques cavall · e3 blanques alfil · a2 blanques peó · b2 blanques peó · c2 blanques peó · f2 blanques peó · g2 blanques peó · h2 blanques peó · a1 blanques torre · d1 blanques dama · e1 blanques rei · h1 blanques torre | a8 negres torre · c8 negres alfil · d8 negres dama · f8 negres torre · g8 negres rei · a7 negres peó · b7 negres peó · d7 negres peó · e7 negres peó · f7 negres peó · g7 negres alfil · h7 negres peó · f6 negres cavall · g6 negres peó · a5 negres cavall · d4 blanques cavall · e4 blanques peó · b3 blanques alfil · c3 blanques cavall · e3 blanques alfil · a2 blanques peó · b2 blanques peó · c2 blanques peó · f2 blanques peó · g2 blanques peó · h2 blanques peó · a1 blanques torre · d1 blanques dama · e1 blanques rei · h1 blanques torre | a8 negres torre · c8 negres alfil · d8 negres dama · f8 negres torre · g8 negres rei · a7 negres peó · b7 negres peó · d7 negres peó · e7 negres peó · f7 negres peó · g7 negres alfil · h7 negres peó · f6 negres cavall · g6 negres peó · a5 negres cavall · d4 blanques cavall · e4 blanques peó · b3 blanques alfil · c3 blanques cavall · e3 blanques alfil · a2 blanques peó · b2 blanques peó · c2 blanques peó · f2 blanques peó · g2 blanques peó · h2 blanques peó · a1 blanques torre · d1 blanques dama · e1 blanques rei · h1 blanques torre | a8 negres torre · c8 negres alfil · d8 negres dama · f8 negres torre · g8 negres rei · a7 negres peó · b7 negres peó · d7 negres peó · e7 negres peó · f7 negres peó · g7 negres alfil · h7 negres peó · f6 negres cavall · g6 negres peó · a5 negres cavall · d4 blanques cavall · e4 blanques peó · b3 blanques alfil · c3 blanques cavall · e3 blanques alfil · a2 blanques peó · b2 blanques peó · c2 blanques peó · f2 blanques peó · g2 blanques peó · h2 blanques peó · a1 blanques torre · d1 blanques dama · e1 blanques rei · h1 blanques torre | a8 negres torre · c8 negres alfil · d8 negres dama · f8 negres torre · g8 negres rei · a7 negres peó · b7 negres peó · d7 negres peó · e7 negres peó · f7 negres peó · g7 negres alfil · h7 negres peó · f6 negres cavall · g6 negres peó · a5 negres cavall · d4 blanques cavall · e4 blanques peó · b3 blanques alfil · c3 blanques cavall · e3 blanques alfil · a2 blanques peó · b2 blanques peó · c2 blanques peó · f2 blanques peó · g2 blanques peó · h2 blanques peó · a1 blanques torre · d1 blanques dama · e1 blanques rei · h1 blanques torre | a8 negres torre · c8 negres alfil · d8 negres dama · f8 negres torre · g8 negres rei · a7 negres peó · b7 negres peó · d7 negres peó · e7 negres peó · f7 negres peó · g7 negres alfil · h7 negres peó · f6 negres cavall · g6 negres peó · a5 negres cavall · d4 blanques cavall · e4 blanques peó · b3 blanques alfil · c3 blanques cavall · e3 blanques alfil · a2 blanques peó · b2 blanques peó · c2 blanques peó · f2 blanques peó · g2 blanques peó · h2 blanques peó · a1 blanques torre · d1 blanques dama · e1 blanques rei · h1 blanques torre | a8 negres torre · c8 negres alfil · d8 negres dama · f8 negres torre · g8 negres rei · a7 negres peó · b7 negres peó · d7 negres peó · e7 negres peó · f7 negres peó · g7 negres alfil · h7 negres peó · f6 negres cavall · g6 negres peó · a5 negres cavall · d4 blanques cavall · e4 blanques peó · b3 blanques alfil · c3 blanques cavall · e3 blanques alfil · a2 blanques peó · b2 blanques peó · c2 blanques peó · f2 blanques peó · g2 blanques peó · h2 blanques peó · a1 blanques torre · d1 blanques dama · e1 blanques rei · h1 blanques torre | 3 |
| 2 | a8 negres torre · c8 negres alfil · d8 negres dama · f8 negres torre · g8 negres rei · a7 negres peó · b7 negres peó · d7 negres peó · e7 negres peó · f7 negres peó · g7 negres alfil · h7 negres peó · f6 negres cavall · g6 negres peó · a5 negres cavall · d4 blanques cavall · e4 blanques peó · b3 blanques alfil · c3 blanques cavall · e3 blanques alfil · a2 blanques peó · b2 blanques peó · c2 blanques peó · f2 blanques peó · g2 blanques peó · h2 blanques peó · a1 blanques torre · d1 blanques dama · e1 blanques rei · h1 blanques torre | a8 negres torre · c8 negres alfil · d8 negres dama · f8 negres torre · g8 negres rei · a7 negres peó · b7 negres peó · d7 negres peó · e7 negres peó · f7 negres peó · g7 negres alfil · h7 negres peó · f6 negres cavall · g6 negres peó · a5 negres cavall · d4 blanques cavall · e4 blanques peó · b3 blanques alfil · c3 blanques cavall · e3 blanques alfil · a2 blanques peó · b2 blanques peó · c2 blanques peó · f2 blanques peó · g2 blanques peó · h2 blanques peó · a1 blanques torre · d1 blanques dama · e1 blanques rei · h1 blanques torre | a8 negres torre · c8 negres alfil · d8 negres dama · f8 negres torre · g8 negres rei · a7 negres peó · b7 negres peó · d7 negres peó · e7 negres peó · f7 negres peó · g7 negres alfil · h7 negres peó · f6 negres cavall · g6 negres peó · a5 negres cavall · d4 blanques cavall · e4 blanques peó · b3 blanques alfil · c3 blanques cavall · e3 blanques alfil · a2 blanques peó · b2 blanques peó · c2 blanques peó · f2 blanques peó · g2 blanques peó · h2 blanques peó · a1 blanques torre · d1 blanques dama · e1 blanques rei · h1 blanques torre | a8 negres torre · c8 negres alfil · d8 negres dama · f8 negres torre · g8 negres rei · a7 negres peó · b7 negres peó · d7 negres peó · e7 negres peó · f7 negres peó · g7 negres alfil · h7 negres peó · f6 negres cavall · g6 negres peó · a5 negres cavall · d4 blanques cavall · e4 blanques peó · b3 blanques alfil · c3 blanques cavall · e3 blanques alfil · a2 blanques peó · b2 blanques peó · c2 blanques peó · f2 blanques peó · g2 blanques peó · h2 blanques peó · a1 blanques torre · d1 blanques dama · e1 blanques rei · h1 blanques torre | a8 negres torre · c8 negres alfil · d8 negres dama · f8 negres torre · g8 negres rei · a7 negres peó · b7 negres peó · d7 negres peó · e7 negres peó · f7 negres peó · g7 negres alfil · h7 negres peó · f6 negres cavall · g6 negres peó · a5 negres cavall · d4 blanques cavall · e4 blanques peó · b3 blanques alfil · c3 blanques cavall · e3 blanques alfil · a2 blanques peó · b2 blanques peó · c2 blanques peó · f2 blanques peó · g2 blanques peó · h2 blanques peó · a1 blanques torre · d1 blanques dama · e1 blanques rei · h1 blanques torre | a8 negres torre · c8 negres alfil · d8 negres dama · f8 negres torre · g8 negres rei · a7 negres peó · b7 negres peó · d7 negres peó · e7 negres peó · f7 negres peó · g7 negres alfil · h7 negres peó · f6 negres cavall · g6 negres peó · a5 negres cavall · d4 blanques cavall · e4 blanques peó · b3 blanques alfil · c3 blanques cavall · e3 blanques alfil · a2 blanques peó · b2 blanques peó · c2 blanques peó · f2 blanques peó · g2 blanques peó · h2 blanques peó · a1 blanques torre · d1 blanques dama · e1 blanques rei · h1 blanques torre | a8 negres torre · c8 negres alfil · d8 negres dama · f8 negres torre · g8 negres rei · a7 negres peó · b7 negres peó · d7 negres peó · e7 negres peó · f7 negres peó · g7 negres alfil · h7 negres peó · f6 negres cavall · g6 negres peó · a5 negres cavall · d4 blanques cavall · e4 blanques peó · b3 blanques alfil · c3 blanques cavall · e3 blanques alfil · a2 blanques peó · b2 blanques peó · c2 blanques peó · f2 blanques peó · g2 blanques peó · h2 blanques peó · a1 blanques torre · d1 blanques dama · e1 blanques rei · h1 blanques torre | a8 negres torre · c8 negres alfil · d8 negres dama · f8 negres torre · g8 negres rei · a7 negres peó · b7 negres peó · d7 negres peó · e7 negres peó · f7 negres peó · g7 negres alfil · h7 negres peó · f6 negres cavall · g6 negres peó · a5 negres cavall · d4 blanques cavall · e4 blanques peó · b3 blanques alfil · c3 blanques cavall · e3 blanques alfil · a2 blanques peó · b2 blanques peó · c2 blanques peó · f2 blanques peó · g2 blanques peó · h2 blanques peó · a1 blanques torre · d1 blanques dama · e1 blanques rei · h1 blanques torre | 2 |
| 1 | a8 negres torre · c8 negres alfil · d8 negres dama · f8 negres torre · g8 negres rei · a7 negres peó · b7 negres peó · d7 negres peó · e7 negres peó · f7 negres peó · g7 negres alfil · h7 negres peó · f6 negres cavall · g6 negres peó · a5 negres cavall · d4 blanques cavall · e4 blanques peó · b3 blanques alfil · c3 blanques cavall · e3 blanques alfil · a2 blanques peó · b2 blanques peó · c2 blanques peó · f2 blanques peó · g2 blanques peó · h2 blanques peó · a1 blanques torre · d1 blanques dama · e1 blanques rei · h1 blanques torre | a8 negres torre · c8 negres alfil · d8 negres dama · f8 negres torre · g8 negres rei · a7 negres peó · b7 negres peó · d7 negres peó · e7 negres peó · f7 negres peó · g7 negres alfil · h7 negres peó · f6 negres cavall · g6 negres peó · a5 negres cavall · d4 blanques cavall · e4 blanques peó · b3 blanques alfil · c3 blanques cavall · e3 blanques alfil · a2 blanques peó · b2 blanques peó · c2 blanques peó · f2 blanques peó · g2 blanques peó · h2 blanques peó · a1 blanques torre · d1 blanques dama · e1 blanques rei · h1 blanques torre | a8 negres torre · c8 negres alfil · d8 negres dama · f8 negres torre · g8 negres rei · a7 negres peó · b7 negres peó · d7 negres peó · e7 negres peó · f7 negres peó · g7 negres alfil · h7 negres peó · f6 negres cavall · g6 negres peó · a5 negres cavall · d4 blanques cavall · e4 blanques peó · b3 blanques alfil · c3 blanques cavall · e3 blanques alfil · a2 blanques peó · b2 blanques peó · c2 blanques peó · f2 blanques peó · g2 blanques peó · h2 blanques peó · a1 blanques torre · d1 blanques dama · e1 blanques rei · h1 blanques torre | a8 negres torre · c8 negres alfil · d8 negres dama · f8 negres torre · g8 negres rei · a7 negres peó · b7 negres peó · d7 negres peó · e7 negres peó · f7 negres peó · g7 negres alfil · h7 negres peó · f6 negres cavall · g6 negres peó · a5 negres cavall · d4 blanques cavall · e4 blanques peó · b3 blanques alfil · c3 blanques cavall · e3 blanques alfil · a2 blanques peó · b2 blanques peó · c2 blanques peó · f2 blanques peó · g2 blanques peó · h2 blanques peó · a1 blanques torre · d1 blanques dama · e1 blanques rei · h1 blanques torre | a8 negres torre · c8 negres alfil · d8 negres dama · f8 negres torre · g8 negres rei · a7 negres peó · b7 negres peó · d7 negres peó · e7 negres peó · f7 negres peó · g7 negres alfil · h7 negres peó · f6 negres cavall · g6 negres peó · a5 negres cavall · d4 blanques cavall · e4 blanques peó · b3 blanques alfil · c3 blanques cavall · e3 blanques alfil · a2 blanques peó · b2 blanques peó · c2 blanques peó · f2 blanques peó · g2 blanques peó · h2 blanques peó · a1 blanques torre · d1 blanques dama · e1 blanques rei · h1 blanques torre | a8 negres torre · c8 negres alfil · d8 negres dama · f8 negres torre · g8 negres rei · a7 negres peó · b7 negres peó · d7 negres peó · e7 negres peó · f7 negres peó · g7 negres alfil · h7 negres peó · f6 negres cavall · g6 negres peó · a5 negres cavall · d4 blanques cavall · e4 blanques peó · b3 blanques alfil · c3 blanques cavall · e3 blanques alfil · a2 blanques peó · b2 blanques peó · c2 blanques peó · f2 blanques peó · g2 blanques peó · h2 blanques peó · a1 blanques torre · d1 blanques dama · e1 blanques rei · h1 blanques torre | a8 negres torre · c8 negres alfil · d8 negres dama · f8 negres torre · g8 negres rei · a7 negres peó · b7 negres peó · d7 negres peó · e7 negres peó · f7 negres peó · g7 negres alfil · h7 negres peó · f6 negres cavall · g6 negres peó · a5 negres cavall · d4 blanques cavall · e4 blanques peó · b3 blanques alfil · c3 blanques cavall · e3 blanques alfil · a2 blanques peó · b2 blanques peó · c2 blanques peó · f2 blanques peó · g2 blanques peó · h2 blanques peó · a1 blanques torre · d1 blanques dama · e1 blanques rei · h1 blanques torre | a8 negres torre · c8 negres alfil · d8 negres dama · f8 negres torre · g8 negres rei · a7 negres peó · b7 negres peó · d7 negres peó · e7 negres peó · f7 negres peó · g7 negres alfil · h7 negres peó · f6 negres cavall · g6 negres peó · a5 negres cavall · d4 blanques cavall · e4 blanques peó · b3 blanques alfil · c3 blanques cavall · e3 blanques alfil · a2 blanques peó · b2 blanques peó · c2 blanques peó · f2 blanques peó · g2 blanques peó · h2 blanques peó · a1 blanques torre · d1 blanques dama · e1 blanques rei · h1 blanques torre | 1 |
|   | a | b | c | d | e | f | g | h |   |

El Parany de Bobby Fischer és un parany d'obertura, dins de la defensa siciliana. Pren el nom del brillant jugador d'escacs Bobby Fischer.
|  |

## Anàlisi
1. e4 c5
La defensa siciliana, una de les millors defenses per les negres.
2. Cf3 Cc6
És la variant del drac accelerat de la defensa siciliana.
3. d4 cxd4 4. Cxd4 g6
El moviment de les negres és el típic en el drac accelerat.
5. Cc3 Ag7
Les negres ara controlen la gran diagonal i de seguida podran desenvolupar les altres peces.
6. Ad3 Cf6 7. Ac4 0-0 8. Ab3
Fischer juga Ab3 perquè li agradava molt posar l'alfil en aquesta casella i vigilar així el peó de f7. A més, aquí Fischer té preparat el parany: es tracta d'atraure el cavall de les negres a a5.
8... Ca5?
I les negres cauen en el parany.
9. e5
Ara el cavall de les negres de f6 té poques opcions d'escapar-se. Si 9. ... Ch5 10.g4, si 9... Cg4 10.Dxg4 i si 9... Cd5 10. Cxd5, per tant el millor lloc és:
9... Ce8
Únic lloc pel cavall. No seria bona tampoc 9... Cxb3 ja que les blanques aconsegueixen avantatge amb 10. exf6 Cxa1 11. fxg7 Cxc2 12. Dxc2 Rxg7
10. Axf7! (vegeu diagrama)
El peó de f7 ha de ser capturat per completar el parany.
|   | a | b | c | d | e | f | g | h |   |
| 8 | a8 negres torre · c8 negres alfil · d8 negres dama · e8 negres cavall · f8 negres torre · g8 negres rei · a7 negres peó · b7 negres peó · d7 negres peó · e7 negres peó · f7 blanques alfil · g7 negres alfil · h7 negres peó · g6 negres peó · a5 negres cavall · e5 blanques peó · d4 blanques cavall · c3 blanques cavall · e3 blanques alfil · a2 blanques peó · b2 blanques peó · c2 blanques peó · f2 blanques peó · g2 blanques peó · h2 blanques peó · a1 blanques torre · d1 blanques dama · e1 blanques rei · h1 blanques torre | a8 negres torre · c8 negres alfil · d8 negres dama · e8 negres cavall · f8 negres torre · g8 negres rei · a7 negres peó · b7 negres peó · d7 negres peó · e7 negres peó · f7 blanques alfil · g7 negres alfil · h7 negres peó · g6 negres peó · a5 negres cavall · e5 blanques peó · d4 blanques cavall · c3 blanques cavall · e3 blanques alfil · a2 blanques peó · b2 blanques peó · c2 blanques peó · f2 blanques peó · g2 blanques peó · h2 blanques peó · a1 blanques torre · d1 blanques dama · e1 blanques rei · h1 blanques torre | a8 negres torre · c8 negres alfil · d8 negres dama · e8 negres cavall · f8 negres torre · g8 negres rei · a7 negres peó · b7 negres peó · d7 negres peó · e7 negres peó · f7 blanques alfil · g7 negres alfil · h7 negres peó · g6 negres peó · a5 negres cavall · e5 blanques peó · d4 blanques cavall · c3 blanques cavall · e3 blanques alfil · a2 blanques peó · b2 blanques peó · c2 blanques peó · f2 blanques peó · g2 blanques peó · h2 blanques peó · a1 blanques torre · d1 blanques dama · e1 blanques rei · h1 blanques torre | a8 negres torre · c8 negres alfil · d8 negres dama · e8 negres cavall · f8 negres torre · g8 negres rei · a7 negres peó · b7 negres peó · d7 negres peó · e7 negres peó · f7 blanques alfil · g7 negres alfil · h7 negres peó · g6 negres peó · a5 negres cavall · e5 blanques peó · d4 blanques cavall · c3 blanques cavall · e3 blanques alfil · a2 blanques peó · b2 blanques peó · c2 blanques peó · f2 blanques peó · g2 blanques peó · h2 blanques peó · a1 blanques torre · d1 blanques dama · e1 blanques rei · h1 blanques torre | a8 negres torre · c8 negres alfil · d8 negres dama · e8 negres cavall · f8 negres torre · g8 negres rei · a7 negres peó · b7 negres peó · d7 negres peó · e7 negres peó · f7 blanques alfil · g7 negres alfil · h7 negres peó · g6 negres peó · a5 negres cavall · e5 blanques peó · d4 blanques cavall · c3 blanques cavall · e3 blanques alfil · a2 blanques peó · b2 blanques peó · c2 blanques peó · f2 blanques peó · g2 blanques peó · h2 blanques peó · a1 blanques torre · d1 blanques dama · e1 blanques rei · h1 blanques torre | a8 negres torre · c8 negres alfil · d8 negres dama · e8 negres cavall · f8 negres torre · g8 negres rei · a7 negres peó · b7 negres peó · d7 negres peó · e7 negres peó · f7 blanques alfil · g7 negres alfil · h7 negres peó · g6 negres peó · a5 negres cavall · e5 blanques peó · d4 blanques cavall · c3 blanques cavall · e3 blanques alfil · a2 blanques peó · b2 blanques peó · c2 blanques peó · f2 blanques peó · g2 blanques peó · h2 blanques peó · a1 blanques torre · d1 blanques dama · e1 blanques rei · h1 blanques torre | a8 negres torre · c8 negres alfil · d8 negres dama · e8 negres cavall · f8 negres torre · g8 negres rei · a7 negres peó · b7 negres peó · d7 negres peó · e7 negres peó · f7 blanques alfil · g7 negres alfil · h7 negres peó · g6 negres peó · a5 negres cavall · e5 blanques peó · d4 blanques cavall · c3 blanques cavall · e3 blanques alfil · a2 blanques peó · b2 blanques peó · c2 blanques peó · f2 blanques peó · g2 blanques peó · h2 blanques peó · a1 blanques torre · d1 blanques dama · e1 blanques rei · h1 blanques torre | a8 negres torre · c8 negres alfil · d8 negres dama · e8 negres cavall · f8 negres torre · g8 negres rei · a7 negres peó · b7 negres peó · d7 negres peó · e7 negres peó · f7 blanques alfil · g7 negres alfil · h7 negres peó · g6 negres peó · a5 negres cavall · e5 blanques peó · d4 blanques cavall · c3 blanques cavall · e3 blanques alfil · a2 blanques peó · b2 blanques peó · c2 blanques peó · f2 blanques peó · g2 blanques peó · h2 blanques peó · a1 blanques torre · d1 blanques dama · e1 blanques rei · h1 blanques torre | 8 |
| 7 | a8 negres torre · c8 negres alfil · d8 negres dama · e8 negres cavall · f8 negres torre · g8 negres rei · a7 negres peó · b7 negres peó · d7 negres peó · e7 negres peó · f7 blanques alfil · g7 negres alfil · h7 negres peó · g6 negres peó · a5 negres cavall · e5 blanques peó · d4 blanques cavall · c3 blanques cavall · e3 blanques alfil · a2 blanques peó · b2 blanques peó · c2 blanques peó · f2 blanques peó · g2 blanques peó · h2 blanques peó · a1 blanques torre · d1 blanques dama · e1 blanques rei · h1 blanques torre | a8 negres torre · c8 negres alfil · d8 negres dama · e8 negres cavall · f8 negres torre · g8 negres rei · a7 negres peó · b7 negres peó · d7 negres peó · e7 negres peó · f7 blanques alfil · g7 negres alfil · h7 negres peó · g6 negres peó · a5 negres cavall · e5 blanques peó · d4 blanques cavall · c3 blanques cavall · e3 blanques alfil · a2 blanques peó · b2 blanques peó · c2 blanques peó · f2 blanques peó · g2 blanques peó · h2 blanques peó · a1 blanques torre · d1 blanques dama · e1 blanques rei · h1 blanques torre | a8 negres torre · c8 negres alfil · d8 negres dama · e8 negres cavall · f8 negres torre · g8 negres rei · a7 negres peó · b7 negres peó · d7 negres peó · e7 negres peó · f7 blanques alfil · g7 negres alfil · h7 negres peó · g6 negres peó · a5 negres cavall · e5 blanques peó · d4 blanques cavall · c3 blanques cavall · e3 blanques alfil · a2 blanques peó · b2 blanques peó · c2 blanques peó · f2 blanques peó · g2 blanques peó · h2 blanques peó · a1 blanques torre · d1 blanques dama · e1 blanques rei · h1 blanques torre | a8 negres torre · c8 negres alfil · d8 negres dama · e8 negres cavall · f8 negres torre · g8 negres rei · a7 negres peó · b7 negres peó · d7 negres peó · e7 negres peó · f7 blanques alfil · g7 negres alfil · h7 negres peó · g6 negres peó · a5 negres cavall · e5 blanques peó · d4 blanques cavall · c3 blanques cavall · e3 blanques alfil · a2 blanques peó · b2 blanques peó · c2 blanques peó · f2 blanques peó · g2 blanques peó · h2 blanques peó · a1 blanques torre · d1 blanques dama · e1 blanques rei · h1 blanques torre | a8 negres torre · c8 negres alfil · d8 negres dama · e8 negres cavall · f8 negres torre · g8 negres rei · a7 negres peó · b7 negres peó · d7 negres peó · e7 negres peó · f7 blanques alfil · g7 negres alfil · h7 negres peó · g6 negres peó · a5 negres cavall · e5 blanques peó · d4 blanques cavall · c3 blanques cavall · e3 blanques alfil · a2 blanques peó · b2 blanques peó · c2 blanques peó · f2 blanques peó · g2 blanques peó · h2 blanques peó · a1 blanques torre · d1 blanques dama · e1 blanques rei · h1 blanques torre | a8 negres torre · c8 negres alfil · d8 negres dama · e8 negres cavall · f8 negres torre · g8 negres rei · a7 negres peó · b7 negres peó · d7 negres peó · e7 negres peó · f7 blanques alfil · g7 negres alfil · h7 negres peó · g6 negres peó · a5 negres cavall · e5 blanques peó · d4 blanques cavall · c3 blanques cavall · e3 blanques alfil · a2 blanques peó · b2 blanques peó · c2 blanques peó · f2 blanques peó · g2 blanques peó · h2 blanques peó · a1 blanques torre · d1 blanques dama · e1 blanques rei · h1 blanques torre | a8 negres torre · c8 negres alfil · d8 negres dama · e8 negres cavall · f8 negres torre · g8 negres rei · a7 negres peó · b7 negres peó · d7 negres peó · e7 negres peó · f7 blanques alfil · g7 negres alfil · h7 negres peó · g6 negres peó · a5 negres cavall · e5 blanques peó · d4 blanques cavall · c3 blanques cavall · e3 blanques alfil · a2 blanques peó · b2 blanques peó · c2 blanques peó · f2 blanques peó · g2 blanques peó · h2 blanques peó · a1 blanques torre · d1 blanques dama · e1 blanques rei · h1 blanques torre | a8 negres torre · c8 negres alfil · d8 negres dama · e8 negres cavall · f8 negres torre · g8 negres rei · a7 negres peó · b7 negres peó · d7 negres peó · e7 negres peó · f7 blanques alfil · g7 negres alfil · h7 negres peó · g6 negres peó · a5 negres cavall · e5 blanques peó · d4 blanques cavall · c3 blanques cavall · e3 blanques alfil · a2 blanques peó · b2 blanques peó · c2 blanques peó · f2 blanques peó · g2 blanques peó · h2 blanques peó · a1 blanques torre · d1 blanques dama · e1 blanques rei · h1 blanques torre | 7 |
| 6 | a8 negres torre · c8 negres alfil · d8 negres dama · e8 negres cavall · f8 negres torre · g8 negres rei · a7 negres peó · b7 negres peó · d7 negres peó · e7 negres peó · f7 blanques alfil · g7 negres alfil · h7 negres peó · g6 negres peó · a5 negres cavall · e5 blanques peó · d4 blanques cavall · c3 blanques cavall · e3 blanques alfil · a2 blanques peó · b2 blanques peó · c2 blanques peó · f2 blanques peó · g2 blanques peó · h2 blanques peó · a1 blanques torre · d1 blanques dama · e1 blanques rei · h1 blanques torre | a8 negres torre · c8 negres alfil · d8 negres dama · e8 negres cavall · f8 negres torre · g8 negres rei · a7 negres peó · b7 negres peó · d7 negres peó · e7 negres peó · f7 blanques alfil · g7 negres alfil · h7 negres peó · g6 negres peó · a5 negres cavall · e5 blanques peó · d4 blanques cavall · c3 blanques cavall · e3 blanques alfil · a2 blanques peó · b2 blanques peó · c2 blanques peó · f2 blanques peó · g2 blanques peó · h2 blanques peó · a1 blanques torre · d1 blanques dama · e1 blanques rei · h1 blanques torre | a8 negres torre · c8 negres alfil · d8 negres dama · e8 negres cavall · f8 negres torre · g8 negres rei · a7 negres peó · b7 negres peó · d7 negres peó · e7 negres peó · f7 blanques alfil · g7 negres alfil · h7 negres peó · g6 negres peó · a5 negres cavall · e5 blanques peó · d4 blanques cavall · c3 blanques cavall · e3 blanques alfil · a2 blanques peó · b2 blanques peó · c2 blanques peó · f2 blanques peó · g2 blanques peó · h2 blanques peó · a1 blanques torre · d1 blanques dama · e1 blanques rei · h1 blanques torre | a8 negres torre · c8 negres alfil · d8 negres dama · e8 negres cavall · f8 negres torre · g8 negres rei · a7 negres peó · b7 negres peó · d7 negres peó · e7 negres peó · f7 blanques alfil · g7 negres alfil · h7 negres peó · g6 negres peó · a5 negres cavall · e5 blanques peó · d4 blanques cavall · c3 blanques cavall · e3 blanques alfil · a2 blanques peó · b2 blanques peó · c2 blanques peó · f2 blanques peó · g2 blanques peó · h2 blanques peó · a1 blanques torre · d1 blanques dama · e1 blanques rei · h1 blanques torre | a8 negres torre · c8 negres alfil · d8 negres dama · e8 negres cavall · f8 negres torre · g8 negres rei · a7 negres peó · b7 negres peó · d7 negres peó · e7 negres peó · f7 blanques alfil · g7 negres alfil · h7 negres peó · g6 negres peó · a5 negres cavall · e5 blanques peó · d4 blanques cavall · c3 blanques cavall · e3 blanques alfil · a2 blanques peó · b2 blanques peó · c2 blanques peó · f2 blanques peó · g2 blanques peó · h2 blanques peó · a1 blanques torre · d1 blanques dama · e1 blanques rei · h1 blanques torre | a8 negres torre · c8 negres alfil · d8 negres dama · e8 negres cavall · f8 negres torre · g8 negres rei · a7 negres peó · b7 negres peó · d7 negres peó · e7 negres peó · f7 blanques alfil · g7 negres alfil · h7 negres peó · g6 negres peó · a5 negres cavall · e5 blanques peó · d4 blanques cavall · c3 blanques cavall · e3 blanques alfil · a2 blanques peó · b2 blanques peó · c2 blanques peó · f2 blanques peó · g2 blanques peó · h2 blanques peó · a1 blanques torre · d1 blanques dama · e1 blanques rei · h1 blanques torre | a8 negres torre · c8 negres alfil · d8 negres dama · e8 negres cavall · f8 negres torre · g8 negres rei · a7 negres peó · b7 negres peó · d7 negres peó · e7 negres peó · f7 blanques alfil · g7 negres alfil · h7 negres peó · g6 negres peó · a5 negres cavall · e5 blanques peó · d4 blanques cavall · c3 blanques cavall · e3 blanques alfil · a2 blanques peó · b2 blanques peó · c2 blanques peó · f2 blanques peó · g2 blanques peó · h2 blanques peó · a1 blanques torre · d1 blanques dama · e1 blanques rei · h1 blanques torre | a8 negres torre · c8 negres alfil · d8 negres dama · e8 negres cavall · f8 negres torre · g8 negres rei · a7 negres peó · b7 negres peó · d7 negres peó · e7 negres peó · f7 blanques alfil · g7 negres alfil · h7 negres peó · g6 negres peó · a5 negres cavall · e5 blanques peó · d4 blanques cavall · c3 blanques cavall · e3 blanques alfil · a2 blanques peó · b2 blanques peó · c2 blanques peó · f2 blanques peó · g2 blanques peó · h2 blanques peó · a1 blanques torre · d1 blanques dama · e1 blanques rei · h1 blanques torre | 6 |
| 5 | a8 negres torre · c8 negres alfil · d8 negres dama · e8 negres cavall · f8 negres torre · g8 negres rei · a7 negres peó · b7 negres peó · d7 negres peó · e7 negres peó · f7 blanques alfil · g7 negres alfil · h7 negres peó · g6 negres peó · a5 negres cavall · e5 blanques peó · d4 blanques cavall · c3 blanques cavall · e3 blanques alfil · a2 blanques peó · b2 blanques peó · c2 blanques peó · f2 blanques peó · g2 blanques peó · h2 blanques peó · a1 blanques torre · d1 blanques dama · e1 blanques rei · h1 blanques torre | a8 negres torre · c8 negres alfil · d8 negres dama · e8 negres cavall · f8 negres torre · g8 negres rei · a7 negres peó · b7 negres peó · d7 negres peó · e7 negres peó · f7 blanques alfil · g7 negres alfil · h7 negres peó · g6 negres peó · a5 negres cavall · e5 blanques peó · d4 blanques cavall · c3 blanques cavall · e3 blanques alfil · a2 blanques peó · b2 blanques peó · c2 blanques peó · f2 blanques peó · g2 blanques peó · h2 blanques peó · a1 blanques torre · d1 blanques dama · e1 blanques rei · h1 blanques torre | a8 negres torre · c8 negres alfil · d8 negres dama · e8 negres cavall · f8 negres torre · g8 negres rei · a7 negres peó · b7 negres peó · d7 negres peó · e7 negres peó · f7 blanques alfil · g7 negres alfil · h7 negres peó · g6 negres peó · a5 negres cavall · e5 blanques peó · d4 blanques cavall · c3 blanques cavall · e3 blanques alfil · a2 blanques peó · b2 blanques peó · c2 blanques peó · f2 blanques peó · g2 blanques peó · h2 blanques peó · a1 blanques torre · d1 blanques dama · e1 blanques rei · h1 blanques torre | a8 negres torre · c8 negres alfil · d8 negres dama · e8 negres cavall · f8 negres torre · g8 negres rei · a7 negres peó · b7 negres peó · d7 negres peó · e7 negres peó · f7 blanques alfil · g7 negres alfil · h7 negres peó · g6 negres peó · a5 negres cavall · e5 blanques peó · d4 blanques cavall · c3 blanques cavall · e3 blanques alfil · a2 blanques peó · b2 blanques peó · c2 blanques peó · f2 blanques peó · g2 blanques peó · h2 blanques peó · a1 blanques torre · d1 blanques dama · e1 blanques rei · h1 blanques torre | a8 negres torre · c8 negres alfil · d8 negres dama · e8 negres cavall · f8 negres torre · g8 negres rei · a7 negres peó · b7 negres peó · d7 negres peó · e7 negres peó · f7 blanques alfil · g7 negres alfil · h7 negres peó · g6 negres peó · a5 negres cavall · e5 blanques peó · d4 blanques cavall · c3 blanques cavall · e3 blanques alfil · a2 blanques peó · b2 blanques peó · c2 blanques peó · f2 blanques peó · g2 blanques peó · h2 blanques peó · a1 blanques torre · d1 blanques dama · e1 blanques rei · h1 blanques torre | a8 negres torre · c8 negres alfil · d8 negres dama · e8 negres cavall · f8 negres torre · g8 negres rei · a7 negres peó · b7 negres peó · d7 negres peó · e7 negres peó · f7 blanques alfil · g7 negres alfil · h7 negres peó · g6 negres peó · a5 negres cavall · e5 blanques peó · d4 blanques cavall · c3 blanques cavall · e3 blanques alfil · a2 blanques peó · b2 blanques peó · c2 blanques peó · f2 blanques peó · g2 blanques peó · h2 blanques peó · a1 blanques torre · d1 blanques dama · e1 blanques rei · h1 blanques torre | a8 negres torre · c8 negres alfil · d8 negres dama · e8 negres cavall · f8 negres torre · g8 negres rei · a7 negres peó · b7 negres peó · d7 negres peó · e7 negres peó · f7 blanques alfil · g7 negres alfil · h7 negres peó · g6 negres peó · a5 negres cavall · e5 blanques peó · d4 blanques cavall · c3 blanques cavall · e3 blanques alfil · a2 blanques peó · b2 blanques peó · c2 blanques peó · f2 blanques peó · g2 blanques peó · h2 blanques peó · a1 blanques torre · d1 blanques dama · e1 blanques rei · h1 blanques torre | a8 negres torre · c8 negres alfil · d8 negres dama · e8 negres cavall · f8 negres torre · g8 negres rei · a7 negres peó · b7 negres peó · d7 negres peó · e7 negres peó · f7 blanques alfil · g7 negres alfil · h7 negres peó · g6 negres peó · a5 negres cavall · e5 blanques peó · d4 blanques cavall · c3 blanques cavall · e3 blanques alfil · a2 blanques peó · b2 blanques peó · c2 blanques peó · f2 blanques peó · g2 blanques peó · h2 blanques peó · a1 blanques torre · d1 blanques dama · e1 blanques rei · h1 blanques torre | 5 |
| 4 | a8 negres torre · c8 negres alfil · d8 negres dama · e8 negres cavall · f8 negres torre · g8 negres rei · a7 negres peó · b7 negres peó · d7 negres peó · e7 negres peó · f7 blanques alfil · g7 negres alfil · h7 negres peó · g6 negres peó · a5 negres cavall · e5 blanques peó · d4 blanques cavall · c3 blanques cavall · e3 blanques alfil · a2 blanques peó · b2 blanques peó · c2 blanques peó · f2 blanques peó · g2 blanques peó · h2 blanques peó · a1 blanques torre · d1 blanques dama · e1 blanques rei · h1 blanques torre | a8 negres torre · c8 negres alfil · d8 negres dama · e8 negres cavall · f8 negres torre · g8 negres rei · a7 negres peó · b7 negres peó · d7 negres peó · e7 negres peó · f7 blanques alfil · g7 negres alfil · h7 negres peó · g6 negres peó · a5 negres cavall · e5 blanques peó · d4 blanques cavall · c3 blanques cavall · e3 blanques alfil · a2 blanques peó · b2 blanques peó · c2 blanques peó · f2 blanques peó · g2 blanques peó · h2 blanques peó · a1 blanques torre · d1 blanques dama · e1 blanques rei · h1 blanques torre | a8 negres torre · c8 negres alfil · d8 negres dama · e8 negres cavall · f8 negres torre · g8 negres rei · a7 negres peó · b7 negres peó · d7 negres peó · e7 negres peó · f7 blanques alfil · g7 negres alfil · h7 negres peó · g6 negres peó · a5 negres cavall · e5 blanques peó · d4 blanques cavall · c3 blanques cavall · e3 blanques alfil · a2 blanques peó · b2 blanques peó · c2 blanques peó · f2 blanques peó · g2 blanques peó · h2 blanques peó · a1 blanques torre · d1 blanques dama · e1 blanques rei · h1 blanques torre | a8 negres torre · c8 negres alfil · d8 negres dama · e8 negres cavall · f8 negres torre · g8 negres rei · a7 negres peó · b7 negres peó · d7 negres peó · e7 negres peó · f7 blanques alfil · g7 negres alfil · h7 negres peó · g6 negres peó · a5 negres cavall · e5 blanques peó · d4 blanques cavall · c3 blanques cavall · e3 blanques alfil · a2 blanques peó · b2 blanques peó · c2 blanques peó · f2 blanques peó · g2 blanques peó · h2 blanques peó · a1 blanques torre · d1 blanques dama · e1 blanques rei · h1 blanques torre | a8 negres torre · c8 negres alfil · d8 negres dama · e8 negres cavall · f8 negres torre · g8 negres rei · a7 negres peó · b7 negres peó · d7 negres peó · e7 negres peó · f7 blanques alfil · g7 negres alfil · h7 negres peó · g6 negres peó · a5 negres cavall · e5 blanques peó · d4 blanques cavall · c3 blanques cavall · e3 blanques alfil · a2 blanques peó · b2 blanques peó · c2 blanques peó · f2 blanques peó · g2 blanques peó · h2 blanques peó · a1 blanques torre · d1 blanques dama · e1 blanques rei · h1 blanques torre | a8 negres torre · c8 negres alfil · d8 negres dama · e8 negres cavall · f8 negres torre · g8 negres rei · a7 negres peó · b7 negres peó · d7 negres peó · e7 negres peó · f7 blanques alfil · g7 negres alfil · h7 negres peó · g6 negres peó · a5 negres cavall · e5 blanques peó · d4 blanques cavall · c3 blanques cavall · e3 blanques alfil · a2 blanques peó · b2 blanques peó · c2 blanques peó · f2 blanques peó · g2 blanques peó · h2 blanques peó · a1 blanques torre · d1 blanques dama · e1 blanques rei · h1 blanques torre | a8 negres torre · c8 negres alfil · d8 negres dama · e8 negres cavall · f8 negres torre · g8 negres rei · a7 negres peó · b7 negres peó · d7 negres peó · e7 negres peó · f7 blanques alfil · g7 negres alfil · h7 negres peó · g6 negres peó · a5 negres cavall · e5 blanques peó · d4 blanques cavall · c3 blanques cavall · e3 blanques alfil · a2 blanques peó · b2 blanques peó · c2 blanques peó · f2 blanques peó · g2 blanques peó · h2 blanques peó · a1 blanques torre · d1 blanques dama · e1 blanques rei · h1 blanques torre | a8 negres torre · c8 negres alfil · d8 negres dama · e8 negres cavall · f8 negres torre · g8 negres rei · a7 negres peó · b7 negres peó · d7 negres peó · e7 negres peó · f7 blanques alfil · g7 negres alfil · h7 negres peó · g6 negres peó · a5 negres cavall · e5 blanques peó · d4 blanques cavall · c3 blanques cavall · e3 blanques alfil · a2 blanques peó · b2 blanques peó · c2 blanques peó · f2 blanques peó · g2 blanques peó · h2 blanques peó · a1 blanques torre · d1 blanques dama · e1 blanques rei · h1 blanques torre | 4 |
| 3 | a8 negres torre · c8 negres alfil · d8 negres dama · e8 negres cavall · f8 negres torre · g8 negres rei · a7 negres peó · b7 negres peó · d7 negres peó · e7 negres peó · f7 blanques alfil · g7 negres alfil · h7 negres peó · g6 negres peó · a5 negres cavall · e5 blanques peó · d4 blanques cavall · c3 blanques cavall · e3 blanques alfil · a2 blanques peó · b2 blanques peó · c2 blanques peó · f2 blanques peó · g2 blanques peó · h2 blanques peó · a1 blanques torre · d1 blanques dama · e1 blanques rei · h1 blanques torre | a8 negres torre · c8 negres alfil · d8 negres dama · e8 negres cavall · f8 negres torre · g8 negres rei · a7 negres peó · b7 negres peó · d7 negres peó · e7 negres peó · f7 blanques alfil · g7 negres alfil · h7 negres peó · g6 negres peó · a5 negres cavall · e5 blanques peó · d4 blanques cavall · c3 blanques cavall · e3 blanques alfil · a2 blanques peó · b2 blanques peó · c2 blanques peó · f2 blanques peó · g2 blanques peó · h2 blanques peó · a1 blanques torre · d1 blanques dama · e1 blanques rei · h1 blanques torre | a8 negres torre · c8 negres alfil · d8 negres dama · e8 negres cavall · f8 negres torre · g8 negres rei · a7 negres peó · b7 negres peó · d7 negres peó · e7 negres peó · f7 blanques alfil · g7 negres alfil · h7 negres peó · g6 negres peó · a5 negres cavall · e5 blanques peó · d4 blanques cavall · c3 blanques cavall · e3 blanques alfil · a2 blanques peó · b2 blanques peó · c2 blanques peó · f2 blanques peó · g2 blanques peó · h2 blanques peó · a1 blanques torre · d1 blanques dama · e1 blanques rei · h1 blanques torre | a8 negres torre · c8 negres alfil · d8 negres dama · e8 negres cavall · f8 negres torre · g8 negres rei · a7 negres peó · b7 negres peó · d7 negres peó · e7 negres peó · f7 blanques alfil · g7 negres alfil · h7 negres peó · g6 negres peó · a5 negres cavall · e5 blanques peó · d4 blanques cavall · c3 blanques cavall · e3 blanques alfil · a2 blanques peó · b2 blanques peó · c2 blanques peó · f2 blanques peó · g2 blanques peó · h2 blanques peó · a1 blanques torre · d1 blanques dama · e1 blanques rei · h1 blanques torre | a8 negres torre · c8 negres alfil · d8 negres dama · e8 negres cavall · f8 negres torre · g8 negres rei · a7 negres peó · b7 negres peó · d7 negres peó · e7 negres peó · f7 blanques alfil · g7 negres alfil · h7 negres peó · g6 negres peó · a5 negres cavall · e5 blanques peó · d4 blanques cavall · c3 blanques cavall · e3 blanques alfil · a2 blanques peó · b2 blanques peó · c2 blanques peó · f2 blanques peó · g2 blanques peó · h2 blanques peó · a1 blanques torre · d1 blanques dama · e1 blanques rei · h1 blanques torre | a8 negres torre · c8 negres alfil · d8 negres dama · e8 negres cavall · f8 negres torre · g8 negres rei · a7 negres peó · b7 negres peó · d7 negres peó · e7 negres peó · f7 blanques alfil · g7 negres alfil · h7 negres peó · g6 negres peó · a5 negres cavall · e5 blanques peó · d4 blanques cavall · c3 blanques cavall · e3 blanques alfil · a2 blanques peó · b2 blanques peó · c2 blanques peó · f2 blanques peó · g2 blanques peó · h2 blanques peó · a1 blanques torre · d1 blanques dama · e1 blanques rei · h1 blanques torre | a8 negres torre · c8 negres alfil · d8 negres dama · e8 negres cavall · f8 negres torre · g8 negres rei · a7 negres peó · b7 negres peó · d7 negres peó · e7 negres peó · f7 blanques alfil · g7 negres alfil · h7 negres peó · g6 negres peó · a5 negres cavall · e5 blanques peó · d4 blanques cavall · c3 blanques cavall · e3 blanques alfil · a2 blanques peó · b2 blanques peó · c2 blanques peó · f2 blanques peó · g2 blanques peó · h2 blanques peó · a1 blanques torre · d1 blanques dama · e1 blanques rei · h1 blanques torre | a8 negres torre · c8 negres alfil · d8 negres dama · e8 negres cavall · f8 negres torre · g8 negres rei · a7 negres peó · b7 negres peó · d7 negres peó · e7 negres peó · f7 blanques alfil · g7 negres alfil · h7 negres peó · g6 negres peó · a5 negres cavall · e5 blanques peó · d4 blanques cavall · c3 blanques cavall · e3 blanques alfil · a2 blanques peó · b2 blanques peó · c2 blanques peó · f2 blanques peó · g2 blanques peó · h2 blanques peó · a1 blanques torre · d1 blanques dama · e1 blanques rei · h1 blanques torre | 3 |
| 2 | a8 negres torre · c8 negres alfil · d8 negres dama · e8 negres cavall · f8 negres torre · g8 negres rei · a7 negres peó · b7 negres peó · d7 negres peó · e7 negres peó · f7 blanques alfil · g7 negres alfil · h7 negres peó · g6 negres peó · a5 negres cavall · e5 blanques peó · d4 blanques cavall · c3 blanques cavall · e3 blanques alfil · a2 blanques peó · b2 blanques peó · c2 blanques peó · f2 blanques peó · g2 blanques peó · h2 blanques peó · a1 blanques torre · d1 blanques dama · e1 blanques rei · h1 blanques torre | a8 negres torre · c8 negres alfil · d8 negres dama · e8 negres cavall · f8 negres torre · g8 negres rei · a7 negres peó · b7 negres peó · d7 negres peó · e7 negres peó · f7 blanques alfil · g7 negres alfil · h7 negres peó · g6 negres peó · a5 negres cavall · e5 blanques peó · d4 blanques cavall · c3 blanques cavall · e3 blanques alfil · a2 blanques peó · b2 blanques peó · c2 blanques peó · f2 blanques peó · g2 blanques peó · h2 blanques peó · a1 blanques torre · d1 blanques dama · e1 blanques rei · h1 blanques torre | a8 negres torre · c8 negres alfil · d8 negres dama · e8 negres cavall · f8 negres torre · g8 negres rei · a7 negres peó · b7 negres peó · d7 negres peó · e7 negres peó · f7 blanques alfil · g7 negres alfil · h7 negres peó · g6 negres peó · a5 negres cavall · e5 blanques peó · d4 blanques cavall · c3 blanques cavall · e3 blanques alfil · a2 blanques peó · b2 blanques peó · c2 blanques peó · f2 blanques peó · g2 blanques peó · h2 blanques peó · a1 blanques torre · d1 blanques dama · e1 blanques rei · h1 blanques torre | a8 negres torre · c8 negres alfil · d8 negres dama · e8 negres cavall · f8 negres torre · g8 negres rei · a7 negres peó · b7 negres peó · d7 negres peó · e7 negres peó · f7 blanques alfil · g7 negres alfil · h7 negres peó · g6 negres peó · a5 negres cavall · e5 blanques peó · d4 blanques cavall · c3 blanques cavall · e3 blanques alfil · a2 blanques peó · b2 blanques peó · c2 blanques peó · f2 blanques peó · g2 blanques peó · h2 blanques peó · a1 blanques torre · d1 blanques dama · e1 blanques rei · h1 blanques torre | a8 negres torre · c8 negres alfil · d8 negres dama · e8 negres cavall · f8 negres torre · g8 negres rei · a7 negres peó · b7 negres peó · d7 negres peó · e7 negres peó · f7 blanques alfil · g7 negres alfil · h7 negres peó · g6 negres peó · a5 negres cavall · e5 blanques peó · d4 blanques cavall · c3 blanques cavall · e3 blanques alfil · a2 blanques peó · b2 blanques peó · c2 blanques peó · f2 blanques peó · g2 blanques peó · h2 blanques peó · a1 blanques torre · d1 blanques dama · e1 blanques rei · h1 blanques torre | a8 negres torre · c8 negres alfil · d8 negres dama · e8 negres cavall · f8 negres torre · g8 negres rei · a7 negres peó · b7 negres peó · d7 negres peó · e7 negres peó · f7 blanques alfil · g7 negres alfil · h7 negres peó · g6 negres peó · a5 negres cavall · e5 blanques peó · d4 blanques cavall · c3 blanques cavall · e3 blanques alfil · a2 blanques peó · b2 blanques peó · c2 blanques peó · f2 blanques peó · g2 blanques peó · h2 blanques peó · a1 blanques torre · d1 blanques dama · e1 blanques rei · h1 blanques torre | a8 negres torre · c8 negres alfil · d8 negres dama · e8 negres cavall · f8 negres torre · g8 negres rei · a7 negres peó · b7 negres peó · d7 negres peó · e7 negres peó · f7 blanques alfil · g7 negres alfil · h7 negres peó · g6 negres peó · a5 negres cavall · e5 blanques peó · d4 blanques cavall · c3 blanques cavall · e3 blanques alfil · a2 blanques peó · b2 blanques peó · c2 blanques peó · f2 blanques peó · g2 blanques peó · h2 blanques peó · a1 blanques torre · d1 blanques dama · e1 blanques rei · h1 blanques torre | a8 negres torre · c8 negres alfil · d8 negres dama · e8 negres cavall · f8 negres torre · g8 negres rei · a7 negres peó · b7 negres peó · d7 negres peó · e7 negres peó · f7 blanques alfil · g7 negres alfil · h7 negres peó · g6 negres peó · a5 negres cavall · e5 blanques peó · d4 blanques cavall · c3 blanques cavall · e3 blanques alfil · a2 blanques peó · b2 blanques peó · c2 blanques peó · f2 blanques peó · g2 blanques peó · h2 blanques peó · a1 blanques torre · d1 blanques dama · e1 blanques rei · h1 blanques torre | 2 |
| 1 | a8 negres torre · c8 negres alfil · d8 negres dama · e8 negres cavall · f8 negres torre · g8 negres rei · a7 negres peó · b7 negres peó · d7 negres peó · e7 negres peó · f7 blanques alfil · g7 negres alfil · h7 negres peó · g6 negres peó · a5 negres cavall · e5 blanques peó · d4 blanques cavall · c3 blanques cavall · e3 blanques alfil · a2 blanques peó · b2 blanques peó · c2 blanques peó · f2 blanques peó · g2 blanques peó · h2 blanques peó · a1 blanques torre · d1 blanques dama · e1 blanques rei · h1 blanques torre | a8 negres torre · c8 negres alfil · d8 negres dama · e8 negres cavall · f8 negres torre · g8 negres rei · a7 negres peó · b7 negres peó · d7 negres peó · e7 negres peó · f7 blanques alfil · g7 negres alfil · h7 negres peó · g6 negres peó · a5 negres cavall · e5 blanques peó · d4 blanques cavall · c3 blanques cavall · e3 blanques alfil · a2 blanques peó · b2 blanques peó · c2 blanques peó · f2 blanques peó · g2 blanques peó · h2 blanques peó · a1 blanques torre · d1 blanques dama · e1 blanques rei · h1 blanques torre | a8 negres torre · c8 negres alfil · d8 negres dama · e8 negres cavall · f8 negres torre · g8 negres rei · a7 negres peó · b7 negres peó · d7 negres peó · e7 negres peó · f7 blanques alfil · g7 negres alfil · h7 negres peó · g6 negres peó · a5 negres cavall · e5 blanques peó · d4 blanques cavall · c3 blanques cavall · e3 blanques alfil · a2 blanques peó · b2 blanques peó · c2 blanques peó · f2 blanques peó · g2 blanques peó · h2 blanques peó · a1 blanques torre · d1 blanques dama · e1 blanques rei · h1 blanques torre | a8 negres torre · c8 negres alfil · d8 negres dama · e8 negres cavall · f8 negres torre · g8 negres rei · a7 negres peó · b7 negres peó · d7 negres peó · e7 negres peó · f7 blanques alfil · g7 negres alfil · h7 negres peó · g6 negres peó · a5 negres cavall · e5 blanques peó · d4 blanques cavall · c3 blanques cavall · e3 blanques alfil · a2 blanques peó · b2 blanques peó · c2 blanques peó · f2 blanques peó · g2 blanques peó · h2 blanques peó · a1 blanques torre · d1 blanques dama · e1 blanques rei · h1 blanques torre | a8 negres torre · c8 negres alfil · d8 negres dama · e8 negres cavall · f8 negres torre · g8 negres rei · a7 negres peó · b7 negres peó · d7 negres peó · e7 negres peó · f7 blanques alfil · g7 negres alfil · h7 negres peó · g6 negres peó · a5 negres cavall · e5 blanques peó · d4 blanques cavall · c3 blanques cavall · e3 blanques alfil · a2 blanques peó · b2 blanques peó · c2 blanques peó · f2 blanques peó · g2 blanques peó · h2 blanques peó · a1 blanques torre · d1 blanques dama · e1 blanques rei · h1 blanques torre | a8 negres torre · c8 negres alfil · d8 negres dama · e8 negres cavall · f8 negres torre · g8 negres rei · a7 negres peó · b7 negres peó · d7 negres peó · e7 negres peó · f7 blanques alfil · g7 negres alfil · h7 negres peó · g6 negres peó · a5 negres cavall · e5 blanques peó · d4 blanques cavall · c3 blanques cavall · e3 blanques alfil · a2 blanques peó · b2 blanques peó · c2 blanques peó · f2 blanques peó · g2 blanques peó · h2 blanques peó · a1 blanques torre · d1 blanques dama · e1 blanques rei · h1 blanques torre | a8 negres torre · c8 negres alfil · d8 negres dama · e8 negres cavall · f8 negres torre · g8 negres rei · a7 negres peó · b7 negres peó · d7 negres peó · e7 negres peó · f7 blanques alfil · g7 negres alfil · h7 negres peó · g6 negres peó · a5 negres cavall · e5 blanques peó · d4 blanques cavall · c3 blanques cavall · e3 blanques alfil · a2 blanques peó · b2 blanques peó · c2 blanques peó · f2 blanques peó · g2 blanques peó · h2 blanques peó · a1 blanques torre · d1 blanques dama · e1 blanques rei · h1 blanques torre | a8 negres torre · c8 negres alfil · d8 negres dama · e8 negres cavall · f8 negres torre · g8 negres rei · a7 negres peó · b7 negres peó · d7 negres peó · e7 negres peó · f7 blanques alfil · g7 negres alfil · h7 negres peó · g6 negres peó · a5 negres cavall · e5 blanques peó · d4 blanques cavall · c3 blanques cavall · e3 blanques alfil · a2 blanques peó · b2 blanques peó · c2 blanques peó · f2 blanques peó · g2 blanques peó · h2 blanques peó · a1 blanques torre · d1 blanques dama · e1 blanques rei · h1 blanques torre | 1 |
|   | a | b | c | d | e | f | g | h |   |

10. ... Txf7 11. Ce6!
Ara la dama de les negres està amenaçada pel cavall i atrapada. A les tres caselles úniques on pot anar, és capturada o bé pel cavall o bé per l'alfil d'e3. D'aquesta manera les negres perden la seva dama. Si 10... Rxf7 les blanques continuarien de la mateixa forma: 11. Ce6 i si 11... Rxe6 12. Dd5+ Rf5 i amb escac i mat immediat.

## Partides
- Robert James Fischer vs Samuel Reshevsky, Campionat dels EUA, 1958/59